# Louvières-en-Auge
Louvières-en-Auge là một xã thuộc tỉnh Orne trong vùng Normandie tây bắc nước Pháp. Xã này nằm ở khu vực có độ cao trung bình 105 mét trên mực nước biển.